# Papajské sedlo

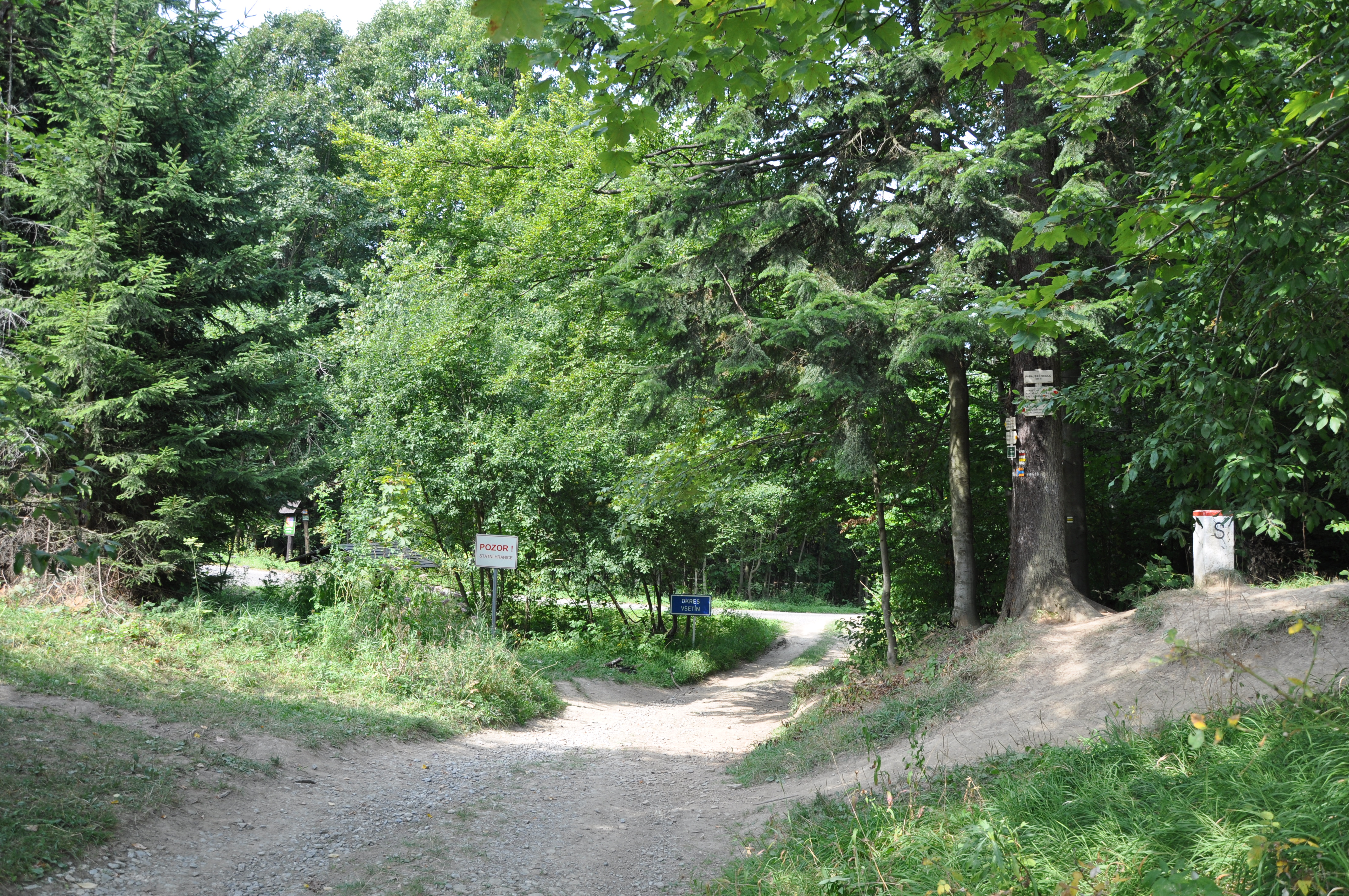
Papajské sedlo

Papajské sedlo (pol. Przełęcz Papajska, 691 m n.p.m.) – przełęcz w głównym grzbiecie Jaworników, którym w tym miejscu biegnie dział wód Wagu i Morawy oraz granica państwowa czesko-słowacka. Nazwa „Papajské sedlo” jest wspólna dla języków słowackiego i czeskiego.

## Położenie
Przełęcz leży w zachodniej części głównego grzbietu Jaworników, który w tym miejscu na krótkim odcinku biegnie niemal dokładnie w linii północ – południe. Od północy wznosi się nad nią szczyt Krkostĕna (880 m n.p.m.), natomiast na południu i południowym zachodzie rozpościera się rozległy masyw Makyty (923 m n.p.m.).
W kierunku wschodnim spod przełęczy spływa jeden z drobnych, prawobrzeżnych dopływów źródłowego odcinka rzeki Biela Voda, będącej prawobrzeżnym dopływem Wagu. W kierunku zachodnim (a następnie północno-zachodnim) spod siodła przełęczy spływa potok Kychová, lewobrzeżny dopływ Górnej Beczwy.

## Przyroda
Otoczenie przełęczy jest w większości zalesione. Głównie są to drzewostany bukowo-jodłowe ze znacznym udziałem świerka w rejonie samej przełęczy. Niewielki fragment zachodnich stoków przełęczy pokrywają łąki, wykorzystywane dawniej jako pastwisko, a dziś już miejscami zarastające lasem. Dominuje na nich bliźniczka psia trawka. Wiosną zakwitają tu krokusy, a na skrajach lasu pojawia się czosnek niedźwiedzi. Latem zwracają uwagę kwiatostany chabra górskiego.

## Znaczenie komunikacyjne
Jako najniżej położony punkt na długim odcinku grzbietu Jaworników przełęcz stanowiła od dawna używane przejście z rozległej wsi Lazy pod Makytou w dolinie Bielej Vody (miejsc. Lazianska dolina) na wschodzie do wsi Huslenky w dolinie Górnej Beczwy na zachodzie. Od tamtych czasów prowadzi przez nią droga jezdna, dostępna dla wozów konnych. 2 maja 1945 r. przez przełęcz wkroczyły do doliny Górnej Beczwy radzieckie oddziały Armii Czerwonej wraz z jednostkami 4. Samodzielnej Brygady I Czechosłowackiego Korpusu Armijnego, które 4 maja zajęły Vsetín (wydarzenia te upamiętnia pomnik przy drodze poniżej przełęczy, po czeskiej stronie, na wysokości ok. 550 m n.p.m.).

## Turystyka
Grzbietem przez przełęcz biegnie czerwony  szlak turystyczny z Wielkiego Jawornika na Makytę. Jednocześnie w poprzek przez siodło przełęczy, ze wschodu na zachód wiedzie żółty  szlak z osady Čertov (część wsi Lazy pod Makytou) w dolinie Bielej Vody do doliny Kychovej i przystanku kolejowego Huslenky.